# Henckelia floccosa
Henckelia floccosa är en tvåhjärtbladig växtart som först beskrevs av George Henry Kendrick Thwaites, och fick sitt nu gällande namn av A. Weber och Brian Laurence Burtt. Henckelia floccosa ingår i släktet Henckelia och familjen Gesneriaceae. Inga underarter finns listade i Catalogue of Life.